# 1111 هـ
1111 هـ هي سنة في التقويم الهجري امتدت مقابلةً في التقويم الميلادي بين سنتي 1699 و 1700.

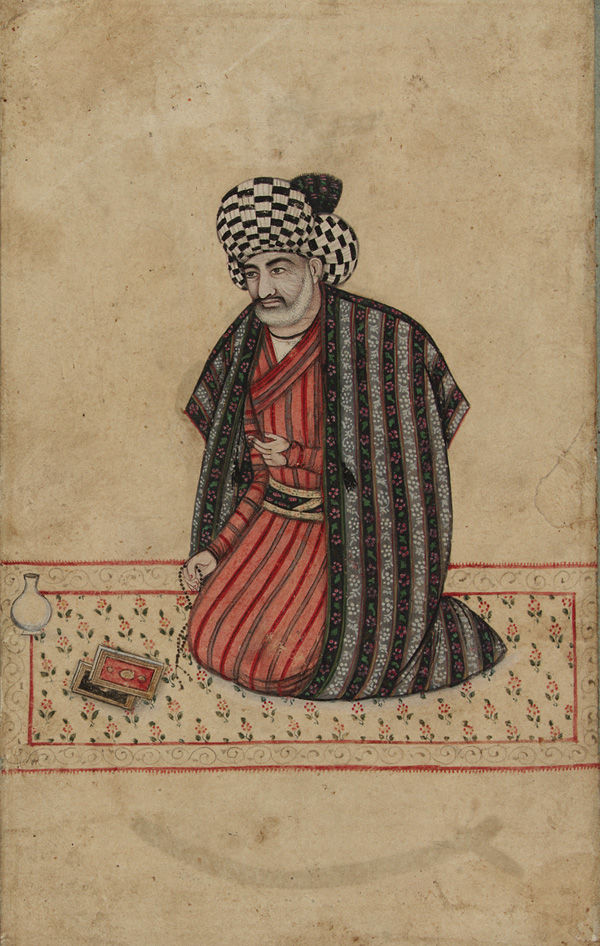
محمد باقر المجلسي

## أحداث
- مرور عامين بعد ولادة الإمام محمد بن سعود مؤسس الدولة السعودية الأولى.

## مواليد
- الباندرموي

## وفيات
- عبد الملك العصامي مؤرخ من أهل مكة.
- الحافظ عثمان
- محمد باقر المجلسي
- محمد بن قاسم البقري